# Neomanuelino

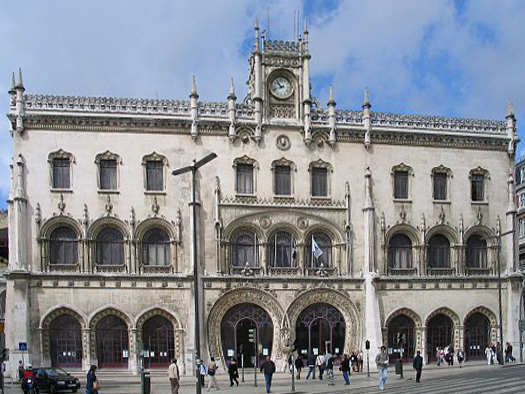
Estación de Rossio, Lisboa.

El estilo neomanuelino fue una corriente historicista que se desarrolló dentro de la arquitectura y de las artes decorativas portuguesas entre mediados del siglo XIX y principios del XX.

## Desarrollo
Siguiendo la moda historicista gótica que se extendía por toda Europa a partir de mediados del siglo XIX, el estilo gótico final portugués fue considerado el más caracteristicamente nacional. La historiografía del arte daba entonces sus primeros pasos y el nombre manuelino, ligando al estilo y producción artística del reinado de D. Manuel I (1495-1521), fue introducido en 1842 por el historiador Francisco Adolfo de Varnhagen.
El neomanuelino comenzó con la edificación del Palacio de la Peña, en Sintra, por el rey consorte D. Fernando de Saxe-Coburgo, entre 1839 y 1849. A partir de la década de 1860 se inicia la campaña de obras de restauración del Monasterio de los Jerónimos de Belém, en Lisboa, durante la cual, el monasterio ganó una nueva torre neomanuelina y un anexo neomanuelino, donde se instaló la Casa Pia de Lisboa.

## Ejemplos

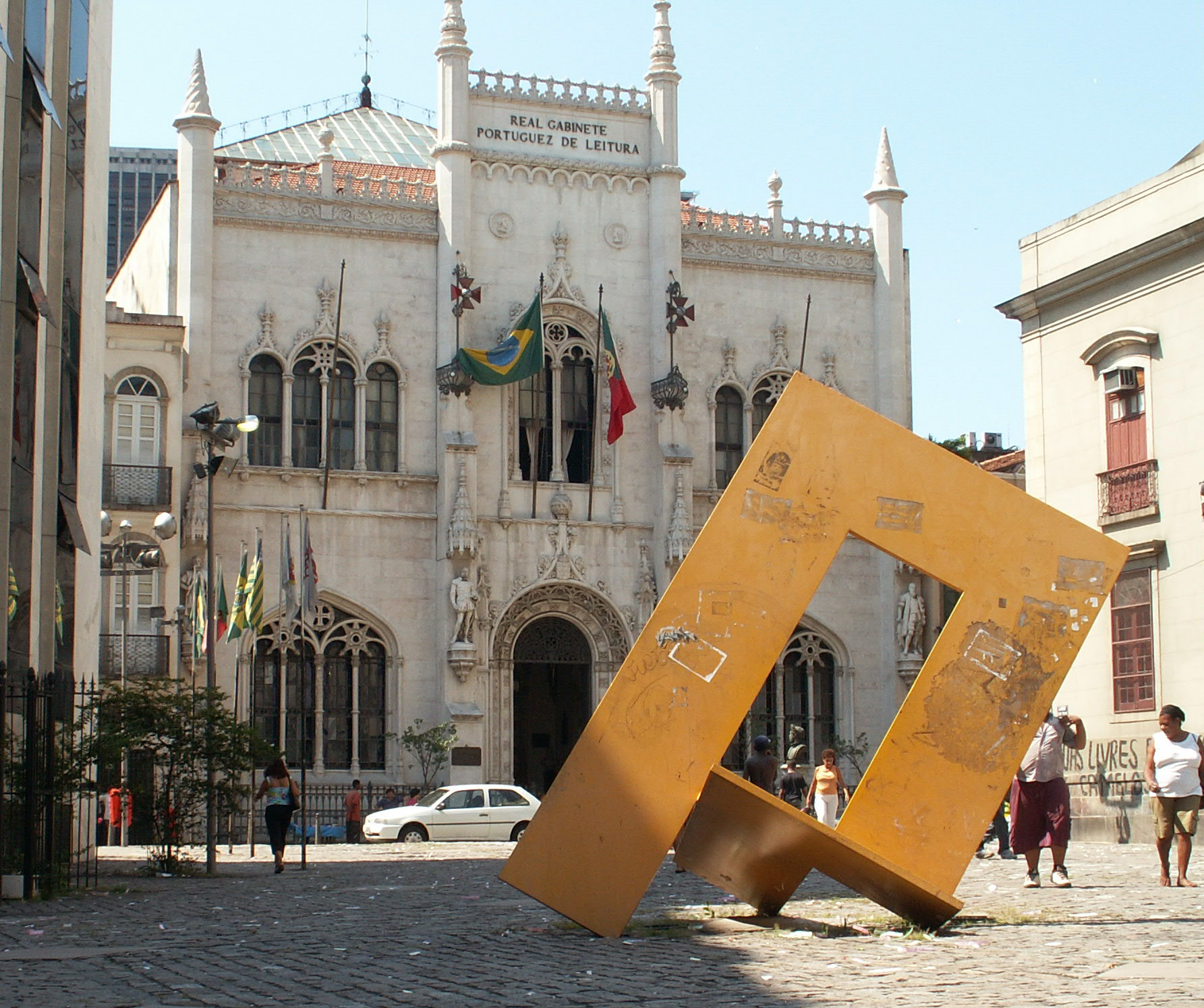
Real Gabinete Portugués de Lectura, Río de Janeiro.

Otros edificios importantes en estilo neomanuelino en Portugal son el Palacio Hotel do Bussaco (1888-1907), la Estación de Rossio en Lisboa (1886-1890), el Palacio de los Condes de Castro Guimaraes en Cascaes (cerca de 1900), los Paços do Municipio de Soure (1902-1906), los Paços do Municipio de Sintra (1906-1909), la Quinta da Regaleira, también en Sintra (1904-1910) y otros muchos.
En Brasil también hay edificios neomanuelinos, generalmente ligados a instituciones fundadas por inmigrantes portugueses. Ejemplos son el Real Gabinete Portugués de Lectura (1880-1887) y el Liceo Literario Portugués, en Río de Janeiro, el Centro Cultural Portugués de Santos (1898-1901), el Gabinete Portugués de Lectura de Bahía en Salvador de Bahía (1915-1918) y otros.